# الأكفان الفارغة
"الأكفان الفارغة" (بالإنجليزية: The Empty Hearse)‏ هي الحلقة الأولى من الموسم الثالث لمسلسل بي بي سي التلفزيوني شرلوك. كتبه مارك جاتس والنجوم بنديكت كومبرباتش في دور شيرلوك هولمز، ومارتن فريمان في دور الدكتور جون واتسون، ومارك جاتس في دور مايكروفت هولمز. كما أنه يمثل أول ظهور لأماندا أبينجتون في دور ماري مورستان ولارس ميكلسن في دور تشارلز أوغسطس ماجنوسن.
الحلقة مستوحاة من فيلمي "مغامرة المنزل الفارغ" (بالإنجليزية: The Adventure of the Empty House)‏ و "قصة الضياع الخاص [الإنجليزية]" للسير آرثر كونان دويل، وتأتي هذه الحلقة بعد عودة شيرلوك هولمز إلى لندن ولم شمله مع جون واتسون، بالإضافة مع شبكة إرهابية سرية. بُثَّت الحلقة لأول مرة على بي بي سي الأولى في 1 يناير 2014. وقد حصدت نسبة مشاهدة بلغت 12.7 مليون شخص وحظيت بتعليقات إيجابية.